# Laciná
Laciná je vesnice, část obce Myštice v okrese Strakonice v Jihočeském kraji. Nachází se asi jeden kilometr jižně od Myštic. Je zde evidováno 66 adres. V roce 2011 zde trvale žilo 38 obyvatel.
Laciná leží v katastrálním území Vahlovice o výměře 4,19 km².

## Historie
První písemná zmínka o vesnici pochází z roku 1687.

## Obyvatelstvo
| Rok            | 1869 | 1880 | 1890 | 1900 | 1910 | 1921 | 1930 | 1950 | 1961 | 1970 | 1980 | 1991 | 2001 | 2011 | 2021 |
| -------------- | ---- | ---- | ---- | ---- | ---- | ---- | ---- | ---- | ---- | ---- | ---- | ---- | ---- | ---- | ---- |
| Počet obyvatel | 152  | 161  | 155  | 138  | 132  | 142  | 125  | 74   | 74   | 57   | 45   | 31   | 24   | 38   | 34   |
| Počet domů     | 25   | 30   | 30   | 30   | 29   | 29   | 29   | 27   | 27   | 18   | 15   | 21   | 29   | 20   | 30   |

## Obecní správa
Při sčítání lidu v letech 1850–1959 Laciná byla osadou obce Vahlovice v okrese Blatná. Od roku 1960 je částí obce Myštice v okrese Strakonice.